# Paradoxididae
Paradoxididae zijn een familie trilobieten uit het Midden-Cambrium, behorende tot de Redlichiida. Ze worden gevonden op diverse plaatsen ter wereld, vooral in gebieden die tot de voormalige continenten Gondwana en Baltica behoorden, zoals Newfoundland, Zweden, Tsjechië of Marokko.
Paradoxididae waren zeer groot voor trilobieten, sommige soorten konden tot 40 cm lang worden. Het waren bodembewoners en filtervoeders van de benthische zone.